# Трилогия Трауна
Трило́гия Тра́уна (англ. The Thrawn Trilogy) — серия из трёх фантастических романов-бестселлеров американского писателя Тимоти Зана, действие которых происходит в расширенной вселенной «Звёздных войн» через пять лет после окончания фильма киносаги — Возвращения джедая (собственно, этой серией было положено начало расширенной вселенной). В них описывается борьба Новой Республики с вернувшимся из Неизведанных регионов гранд-адмиралом Галактической Империи Трауном и присоединившимся к нему клонированным тёмным джедаем Йоруусом К’Баотом.
Поводом к написанию книг стала заметная нехватка нового материала по «Звездным войнам» в течение четырехлетнего периода с десятой годовщины выхода оригинального фильма «Звёздные войны» 1977 года в 1987 году до выхода «Наследника Империи» в 1991 году.

## Книги
- Наследник Империи (Heir to the Empire);
- Возрождение Тьмы (Dark Force Rising);
- Последний Приказ (The Last Command).

## Сюжет
После захвата Повстанческим альянсом Корусанта и образования Новой Республики, последняя неуклонно теснила остатки Империи. Всё изменилось после того, как из Неизведанных регионов на периферии галактики вернулся последний гранд-адмирал Империи — Траун, направленный туда ещё самим Палпатином во главе «картографической экспедиции». Похожий на человека, но с голубой кожей и светящимися красным цветом глазами, Траун является гением стратегии и тактики, достигающим за счёт изучения культуры противника потрясающих успехов в бою. Взяв в союзники психически неустойчивого тёмного джедая Йорууса К’Баота — клона давно погибшего магистра джедаев Йоруса К’Баота, Траун захватывает на планете Вейланд припрятанные Палпатином клонирующие цилиндры, и получает в свои руки неистощимый людской ресурс. Благодаря этому, а также стратегическим талантам Трауна, Империя переходит в решительное контрнаступление на всех фронтах.
Тем временем у Леи и Хана Соло рождаются дети — близнецы Джейсен и Джайна. К’Баот стремится их захватить, чтобы обучить тёмной стороне Силы и сделать своими наследниками в управлении галактикой, которое кажется ему таким близким. Впрочем, он не отказался бы и от Люка Скайуокера. По требованию К’Баота Траун шлёт один за другим отряды спецназа, чтобы захватить полоумному тёмному джедаю учеников.
После долгих приключений Новой республике удаётся узнать координаты Вейланда, где развернута фабрика клонов и живёт К’Баот, и туда вылетает небольшая диверсионная команда во главе с Люком Скайокером и Ханом Соло. Тем временем Траун готовится к решающей битве у космических верфей вокруг планеты Билбринги, расставив западню для сил Республики под командованием Гарма Бел Иблиса и Веджа Антиллеса. Но в разгар сражения, когда победа была почти неизбежна, космические контрабандисты Тэлона Каррде наносят в тыл флоту Империи удар, вслед за тем восстают телохранители-ногри, которым принцесса Лея открыла глаза на то, как Империя их поработила. Траун убит своим личным телохранителем-ногри, его оставшаяся без командования флотилия терпит сокрушительное поражение, а тем временем на Вейланде отряд Люка убивает Йорууса К’Баота и разрушает клонирующие цилиндры.

## Персонажи
В дополнение к ставшим привычными персонажей из фильмов, в трилогии Тимоти Зан придумал несколько новых персонажей, позднее получивших большую популярность в рамках расширенной вселенной «Звёздных войн»:
- Мара Джейд
- Траун
- Гарм Бел Иблис
- Тэлон Каррде

Также в «Наследнике Империи» впервые названа по имени планета-столица галактики — Корусант.

## Продолжение
Кроме того, Тимоти Зан написал дилогию «Рука Трауна», события которой происходят через 9 лет после событий трауновской трилогии — в 18 ПБЯ. Она состоит из романов:
- Призрак прошлого (Specter of the Past)
- Образ будущего (Vision of the Future)